# Virusul Onyx-015
Onyx-015 este un virus experimental oncolitic creat prin modificarea cu tehnici de inginerie genetică a unui adenovirus .
Acest virus a fost creat ca un tratament posibil al cancerului. Gena E1B a fost eliminată permițând virusului să se reproducă în mod selectiv în celulele canceroase deficiente în proteina p53 și să le lizeze.